# Xanionotum hystrix
Xanionotum hystrix är en tvåvingeart som beskrevs av Charles Thomas Brues 1902. Xanionotum hystrix ingår i släktet Xanionotum och familjen puckelflugor.
Artens utbredningsområde är Texas. Inga underarter finns listade i Catalogue of Life.